# تایم
تایم (به انگلیسی: TIME) یک مجلهٔ خبری هفته‌نامه و روزنامهٔ آنلاین آمریکایی است که در نیویورک مستقر شده و منتشر می‌شود. تایم نخستین بار در ۳ مارس ۱۹۲۳ در شهر نیویورک منتشر شد و سال‌ها توسط بنیان‌گذار مشترک و تأثیرگذار آن هنری لیوس اداره می‌شد. هم‌اکنون سردبیر این مجله ادوارد فلسنتال است. مجلهٔ تایم به بررسی رویدادها در زمینه‌های سیاست، اقتصاد، هنر، مذهب، علم، ورزش، تجارت و علوم اجتماعی می‌پردازد. درآمد مجلهٔ تایم از طریق آگهی‌های بازرگانی تأمین می‌شود.

## تاریخچه
این مجله در سال ۱۹۲۳ به وسیله بریتون هادن و هنری لیوس به عنوان نخستین مجله هفتگی آمریکا منتشر شد.

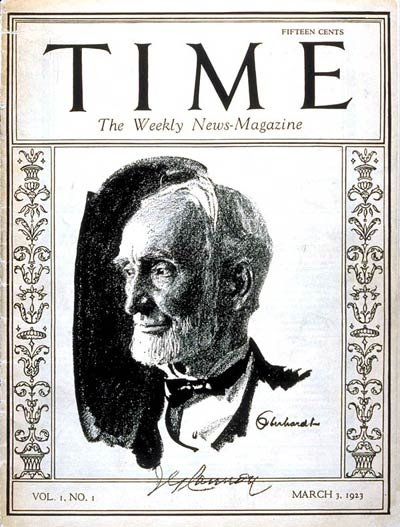
مجله خبری تایم

## انتشار در جهان
تایم در بسیاری از کشورهای جهان چاپ می‌شود.
ویرایش کانادایی آن به نام Time Canada چاپ تورنتو بود. چاپ این ویرایش از دسامبر ۲۰۰۸ متوقف شد. نسخه آسیایی آن با نام Time Asia در هنگ کنگ چاپ می‌شود. ویرایش دیگری از این مجله، ویژه کشورهای جنوب اقیانوس آرام بوده و رویدادهای مرتبط با استرالیا، نیوزیلند و جزایر اقیانوس آرام را پوشش می‌دهد. این ویرایش در سیدنی انجام می‌شود.
این مجله، رویدادهای خاورمیانه، آفریقا و از ۲۰۰۳ (میلادی) آمریکای لاتین را نیز پوشش می‌دهد.

## سَبک
سَبک این مجله به شکل طنز است و دیدگاه‌های خود را با شوخی بیان می‌کند. این موضوع باعث شده تا عده‌ای از خوانندگان، به‌کارگیری طنز و شوخی را برای یک مجله جدی، بسیار سبک بدانند و از آن انتقاد کنند. برخی نشریات مانند نیویورکر این سبک نگارش را مسخره می‌کنند.
تنها سرمقاله رسمی و جدی این مجله، در سال ۱۹۷۴ (میلادی) بود که در آن خواستار کناره‌گیری ریچارد نیکسون پس از رسوایی واترگیت شد.

## شماره‌های ویژه

### تایم ۱۰۰
در سالهای اخیر مجله تایم اقدام به جمع‌آوری فهرست ۱۰۰ شخصیت برجسته هر سال میلادی می‌نماید. این ایده درواقع از از انتشار ۱۰۰ چهره برجسته قرن بیستم شروع شد که در آن آلبرت اینشتین به‌عنوان شخصیت برگزیده قرن انتخاب شد.

### رِد ایکس (Red X)
مجله تایم در طول سالهای انتشار خود، شماره‌های ویژه‌ای داشته‌است که در آن‌ها بر روی تصویر صورت فردی شناخته شده یک علامت ایکس بزرگ و قرمز رنگ را ترسیم کرده‌است. آخرین شماره ویژه مجله تایم در این زمینه، به ابوبکر بغدادی مرتبط است و پس از مرگ او منتشر شد.

## رنگ نام
نام این مجله، همواره به رنگ سرخ بوده و تنها یک بار پس از حملات ۱۱ سپتامبر ۲۰۰۱ (میلادی) به نشانه همدردی با قربانیان، به سیاه تغییر داده شد.

## موضع‌گیری
از نگاه سیاسی، تایم موضع راست‌گرایانه دارد و بیان‌کنندهٔ سیاست‌های آمریکا در جهان است.

## شخصیت سال
مجله تایم هر سال یک نفر را به عنوان شخص سال انتخاب می‌کند. تایم تأکید دارد که این عنوان الزاماً تحسین‌آمیز نیست. اما چون بسیاری از منتخب‌های سال‌های قبل افراد تحسین آمیزی بودند، هنوز این تصور در میان بسیاری از مخاطبان جاری است. خود تایم به شماره‌هایی اشاره می‌کند که در آن‌ها آدولف هیتلر (۱۹۳۸ (میلادی))، ژوزف استالین (۱۹۳۹ (میلادی)، و ۱۹۴۲ (میلادی)) و هری ترومن (۱۹۴۵ (میلادی))، سید روح‌الله خمینی (۱۹۷۹ (میلادی)) و دونالد ترامپ (۲۰۱۶ (میلادی)) عنوان شخصیت سال را کسب کرده بودند.

### پیدایش
سُنَت انتخاب شخصیت سال از سال ۱۹۲۷ (میلادی) در مجله تایم بنیان گذاشته شد. در پایان این سال، سردبیران تایم می‌خواستند مهم‌ترین خبر را در هفته‌ای «کم خبر» انتخاب کنند. از سوی دیگر مدتی قبل از آن، تایم، نگاره چارلز لیندبرگ هوانورد را بعد از پرواز تاریخی‌اش بین اروپا و آمریکا روی جلد منتشر نکرده بود. آن‌ها به این نتیجه رسیدند که لیندبرگ را مرد سال معرفی کنند و با یک تیر دو نشان بزنند. از آن هنگام مجله تایم هرسال شخصیت سال را انتخاب می‌کند.

### زنان
در سال ۱۹۹۹ (میلادی) عنوان مرد سال به شخصیت (یا فرد) سال تغییر یافت. با این حال، مجموعاً زنان حضور کمتری در این جایگاه داشته‌اند. والیس سیمپسون در سال ۱۹۶۳ (میلادی)، سونگ می لینگ در سال ۱۹۳۷ (میلادی)، ملکه الیزابت دوم در سال ۱۹۵۲ (میلادی) و کورازون آکوینو در سال ۱۹۸۶ (میلادی) از معدود زنانی بوده‌اند که تاکنون به‌طور مجزا عنوان شخصیت سال را دریافت کرده‌اند.

### شخصیت سال گروهی
در سال ۱۹۶۰ (میلادی) «دانشمندان آمریکایی» در سال ۱۹۵۶ (میلادی) «مبارزان آزادیخواه مجارستان»، در سال ۱۹۷۵ (میلادی) «زنان آمریکایی» و در سال ۲۰۰۳ (میلادی) «سربازان آمریکایی» از گروه‌هایی بوده‌اند که به‌طور مشترک روی جلد شماره مخصوص آخر سال تایم قرار گرفته‌اند.

### رئیس‌جمهورهای آمریکا
از بین رئیس‌جمهورهای آمریکا که جز یکی دو استثنا همه روی جلد تایم رفته‌اند، دوایت آیزنهاور تنها رئیس‌جمهوری بوده که پیش از اینکه به ریاست جمهوری برگزیده شود، روی جلد رفت. او بار دیگر هم در سال ۱۹۵۹ (میلادی) عنوان چهره سال را برد.
فرانکلین دلانو روزولت تنها کسی است که سه بار این عنوان را در سال‌های ۱۹۳۲ (میلادی)، ۱۹۳۴ (میلادی) و ۱۹۴۱ (میلادی) برده‌است.
در روز ۳۱ دسامبر ۱۹۹۹ (میلادی) آلبرت انیشتین شخصیت سده معرفی شد. ماهاتما گاندی از دیگر نامزدهای این عنوان بود.

### شُما
شخصیت سال ۲۰۰۶ (میلادی) «شُما» یا «تو» (به انگلیسی: You) بود. این موضوع اشاره به همه کسانی داشت که با استفاده از اینترنت، عصر اطلاعات را تکامل بخشیدند.

### معترضان
اعتراضات عمومی در آمریکا باعث شد که تایم شخصیت‌هایی که در آمریکا حساسیت برانگیزند را انتخاب نکند. احتمالاً به همین رو بوده که شهردار نیویورک به جای اسامه بن لادن شخصیت سال ۲۰۰۱ شد.
در سال ۲۰۱۱ (میلادی) تایم، همه معترضان به وضعیت موجود در کشورهای خود و جهان را به عنوان شخصیت سال بَرگُزید. آن‌ها بدون سلاح گرم به خیابان‌ها ریخته و اعتراض کرده‌بودند. نمونه این معترضان، اعتراضات بهار عربی و جنبش اشغال وال استریت بودند.